# Pumphonia
Pumphonia è il secondo album pubblicato dal disc jockey italiano Benny Benassi, uscito nel 2004. È stato pubblicato come Benassi Bros., ovvero il duo che consiste nel disc jockey assieme al cugino Alle Benassi

## Tracce
1. Illusion (feat. Sandy)
2. Turn Me Up (feat. Sandy)
3. Rumenian (feat. Violeta)
4. Get Better (feat. Sandy)
5. The Liar (feat. The Biz)
6. Memory of Love (feat. Paul French)
7. I Feel So Fine (feat. Sandy)
8. I Love My Sex (feat. Violeta)
9. Hit My Heart (feat. Dhany)
10. Time Is What You Need (feat. Paul French)
11. Don't Touch Too Much (feat. Paul French)
12. Get Better (feat. Sandy) (Slow Version)

## Classifiche
| Classifica (2004) | Posizione massima |
| ----------------- | ----------------- |
| Belgio (Vallonia) | 28                |
| Francia           | 4                 |
| Svizzera          | 45                |